# Cheiracanthium aizwalense
Cheiracanthium aizwalense es una especie de araña del género Cheiracanthium, familia Cheiracanthiidae, suborden Araneomorphae. Fue descrita científicamente por B. Biswas & K. Biswas en 2007.

## Distribución
Se distribuye por India.